# Charlotte Russe
Pour les articles homonymes, voir Charlotte russe.
Charlotte Russe est une entreprise américaine de distribution de vêtements. 

## Histoire
Fondée en 1975, elle a son siège à San Diego, en Californie.
En 2008, l'entreprise réalise 11 millions de dollars de chiffre d'affaires. Un an plus tard, la marque compte 500 magasins aux États-Unis. 
En 2019, Charlotte Russe se place en faillite et ferme l'ensemble de ses 500 magasins pour 8 700 employés.